# Хари Потер и затвореник из Аскабана
Хари Потер и затвореник из Аскабана (енгл. Harry Potter and the prisioner of the Azkaban) је трећа књига из серијала о Харију Потеру британске списатељице Џ. К. Роулинг. Књига је објављена 8. јула 1999. Филм темељен на књизи у Великој Британији премијерно је приказан 31. маја 2004, a у САД и остатку света 4. јуна 2004.

## Радња књиге
Прича почиње на Хари Потеров рођендан, 31. јула. Тог јутра Хари на телевизији чује да је озлоглашени криминалац Сиријус Блек побегао из затвора за кога Хари касније сазнаје да је он заправо чаробњак и да је починио убиство 12 нормалаца пре 12 година. Хари из беса надува грозну сестру свога тече кад је вређала његове родитеље. У страху од Министарства магије, које кажњава малолетне чаробњаке због извођења магије ван школе, Хари одлази из куће и бежи Ноћним витешким аутобусом, чаробним троспратним возилом, у Лондон. Касније га, ипак, не казни Министарство магије.
Када се Хари сретне са својим пријатељима Роном Визлијем и Хермионом Грејнџер, случајно чује Ронове родитеље како причају о Сиријусу Блеку. Сазнаје се да је он побегао из Аскабана у намери да убије Харија јер је он крив за нестанак Лорда Волдемора. Следећег дана, у возу за Хогвортс, Хари открива ту тајну Рону и Хермиони, који се врло забрину. У том тренутку у возу нестане светла и у купе уђе дементор, високо створење у црном огртачу које лебди и има краставу и трулу кожу руку, које му се једино и виде јер носи капуљачу. У купеу постаје врло хладно и Хари чује гласове који вриште у његовој глави. Он се, тренутак касније, онесвешћује. Кад се пробудио, испричали су му да је дементора отерао професор Ремус Лупин који је путовао са њима и који треба да постане нови наставник Одбране од мрачних вештина.
Кад се вратио на Хогвортс, Хари сазнаје да је сав окружен дементорима који су ту послати од Министарства да их штите од Сиријуса Блека, ако се појави. Када је почео Школски турнир у квидичу, чаробњачком спорту, Хари пада са своје метле јер дементори долазе и утичу на то да се онесвести. Због тога га професор Лупин, кога је цела школа заволела јер је био добар и занимљив наставник, учи призивању Патронусa, чини која ће га заштитити од дементора. Хари добија нову метлу, Ватрену стрелу, и његов тим побеђује на Школском турниру.
У међувремену, Сиријус Блек је два пута провалио у Хогвортс, али га скоро нико није ни видео, а камоли ухватио. Хари сазнаје да је он одговоран за смрт његових родитеља, јер је одао њихово боравиште Лорду Волдемору, који их је и убио. Блек и Харијев отац Џејмс су били најбољи пријатељи у младости. Он је био кум на Џејмсовом венчању и Харијев кум, али их је издао. Када су се коначно срели, Хари је хтео да га убије, али није имао снаге. Тада долази и професор Лупин, такође бивши пријатељ Сиријуса Блека и Харијевог оца. Они су Харију, Рону и Хермиони испричали истину. Издајица породице Потер је, у ствари, био Питер Петигру, звани Црвореп због способности претварања у пацова. Он се дружио са Џејмсом, Сиријусом и Лупином. Касније је прешао Волдемору у службу. Када је Сиријус схватио шта је урадио, јурио га је и замало га није убио, кад је Црвореп исценирао сопствену смрт и зачарао све сведоке да верују како је њега и Харијеве родитеље издао Сиријус. Зато је он проваљивао у Хогвортс - да нађе пацова, који је био Ронов љубимац. Такође се открива да је професор Лупин вукодлак.
Док су водили Црворепа у замак да га предају дементорима, изашао је пун месец и професор Лупин се претворио у вукодлака и напао Харија и друштво. Сиријус Блек се претворио у пса да би га обуздао, али није успео. Вукодлак је побегао, а Сиријуса заробљавају дементори. Ипак, спасавају га Хари и Хермиона користећи њен сат за повратак у прошлост. Блек је понудио Харију да живи са њим пре напада вукодлака, али сада није могао то да испуни. Морао је прво да спере љагу са свог имена, јер је скоро цео свет и даље веровао да је он убица. У међувремену, Црвореп је побегао и Хари је подозревао да је отишао да се придружи свом господару, Лорду Волдемору.

## Књига у Србији
У Србији је књига први пут објављена 2005. у издању Народне књиге. После тога, 2008. године излази издање издавачке куће Евро ђунти, а књигу су превели Весна и Драшко Рогановић.